# El Golpe, Zacatecas
El Golpe är en ort i Mexiko.   Den ligger i kommunen Pinos och delstaten Zacatecas, i den centrala delen av landet, 400 km nordväst om huvudstaden Mexico City. El Golpe ligger 2 240 meter över havet och antalet invånare är 124.
Terrängen runt El Golpe är platt norrut, men söderut är den kuperad. Runt El Golpe är det ganska glesbefolkat, med 21 invånare per kvadratkilometer. Närmaste större samhälle är Pinos, 13,0 km söder om El Golpe. Omgivningarna runt El Golpe är i huvudsak ett öppet busklandskap.